# Christian Viredaz
Christian Viredaz, né le 7 avril 1955 à Oron-le-Châtel, est un traducteur, poète et écrivain vaudois.

## Biographie
Christian Viredaz fait ses études dans une école de langue à Cambridge, à Pérouse et à la Faculté des lettres de Lausanne. Père de famille, journaliste, critique littéraire et traducteur, il publie une œuvre poétique qui fait la part belle à l'errance. Il fait connaître au public francophone plusieurs auteurs italiens et tessinois et publie de multiples articles sur la littérature transalpine. Il travaille également au Service de presse suisse ainsi qu'à la Croix-Rouge suisse à Berne.
Auteur de Calandres (1976), Cendre vive (1983), Tout le silence à naître (1990), Feux de sylve (1991) et Vers l'autre rive (1996), Christian Viredaz reçoit en 1995 le Prix d'encouragement à la traduction décerné par la Collection CH, pour avoir traduit notamment Giovanni Orelli et Alberto Nessi.

## Sources
- « Christian Viredaz », sur la base de données des personnalités vaudoises sur la plateforme « Patrinum » de la Bibliothèque cantonale et universitaire de Lausanne.
- sites et références mentionnés